# Rue des Célestines (Liège)
Pour les articles homonymes, voir Rue des Célestines.
La rue des Célestines est une rue piétonne du centre de Liège reliant la rue de la Casquette à la rue du Pot d'Or.

## Odonymie
Le couvent des Sœurs Célestines de Liège-en-Île a donné son nom actuel à la rue. Il se trouvait du côté nord-ouest de la rue. 

## Historique
Au XVIIe siècle, ce passage du quartier de l'Île porte Ie nom de rue Fauquemont, rue de Bibeau, rue du Lavoir, rue de l'hôtel du Val Saint-Lambert ou encore rue de Schwartzenberg. 
En 1626, le couvent de Liège-en-Île est fondé par Marie-Anne Mauhain, prieure de la communauté des Célestines, originaires de Nancy (France). À leur arrivée à Liège, les sept religieuses et leur prieure sont d’abord accueillies au Mont Saint-Martin, chez la princesse de Barbançon. Elles louent ensuite le couvent des Ursulines, situé rue Souverain Pont. avant de s'installer définitivement, le 10 juin 1628, dans la maison du comte de Schwartzenberg, près de Saint-Jean-en-l'isle. L'église est bâtie vers 1630.  
À la suite de la révolution liégeoise, sous le régime français, le couvent avec l'église et le jardin d'une superficie de 3 900 m2 est vendu le 19 août 1798. Sur l'emplacement du couvent, des maisons privées ont été construites.

## Description
Cette ancienne rue étroite, plate et pavée fait partie du Carré et du Quartier latin de Liège, autrefois appelé l'Île (également orthographié Isle). Dans les années 1980, elle est aménagée en zone piétonne.

## Patrimoine
L'hôtel de Crassier a été érigé en 1706 par le baron Guillaume-Pascal de Crassier. Il est placé en retrait de la rue derrière un haut mur en calcaire surmonté d'un grillage. Précédé d'une cour, l'hôtel possédait autrefois à l'arrière un jardin qui rejoignait la rive droite de la Sauvenière. Ce jardin a fait place à une école située sur le boulevard de la Sauvenière. L'hôtel est classé au patrimoine immobilier de la Région wallonne depuis 1937.

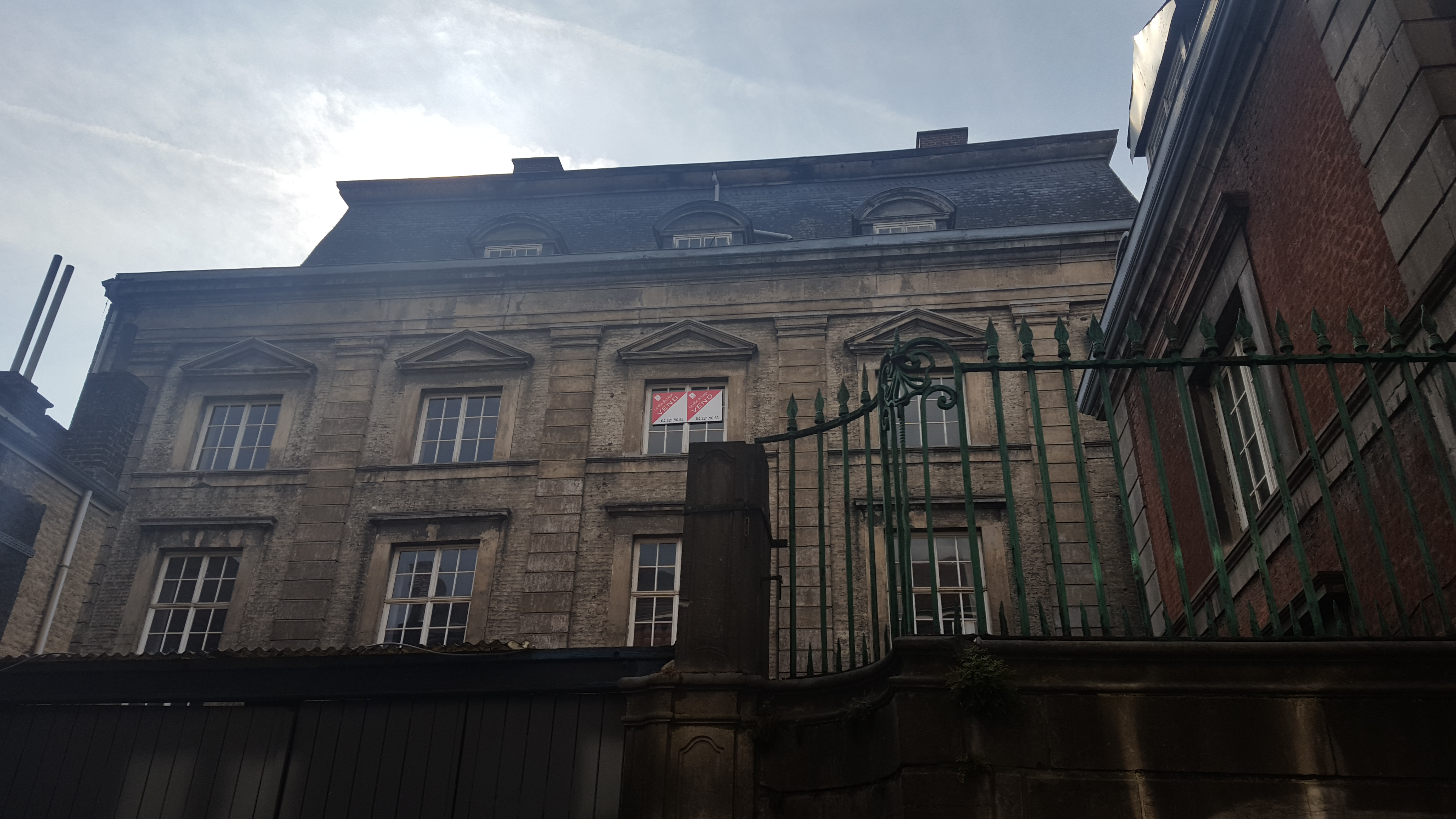
L'hôtel de Crassier

## Voies adjacentes
- Rue de la Casquette
- Rue du Pot d'Or
- Rue Tête-de-Bœuf